# Kurt Felix (Mediziner)
Kurt Arthur Alfred Oskar Felix (* 3. Juni 1888 in Würzburg; † 2. August 1960 in Frankfurt am Main) war ein deutscher Physiologe.

## Leben
Kurt Arthur Alfred Oskar Felix war der Sohn des Anatomen Walther Felix und dessen Ehefrau Natalie Susanne, geborene Leibert, einer Gutsbesitzerstochter aus Heidelberg. Der Chirurg Willi Felix war sein Bruder.
Kurt Felix studierte von 1907 bis 1912 in Freiburg, Zürich, Würzburg und München Medizin.
Felix wurde in Heidelberg 1913 Assistent am Physiologischen Institut der Universität, 1914 mit einer Arbeit über die Synthese der Harnsäure im Organismus der Hühner promoviert und nach der kriegsbedingten Unterbrechung durch seine Teilnahme am Ersten Weltkrieg 1921 in Heidelberg für Physiologie und physiologische Chemie habilitiert. 1925 wurde er als Leiter des Labors der II. Medizinischen Klinik und außerordentlicher Professor nach München berufen. In München unterstützte er Friedrich Müller bei der Bearbeitung des von Otto Seifert und Müller geschaffenen Standardwerk Taschenbuch der medizinisch-klinischen Diagnostik. Im Jahr 1935 ging er als Ordinarius und Direktor des Instituts für vegetative Physiologie an die Universität Frankfurt am Main.
Der wissenschaftliche Schwerpunkt von Kurt Felix lag im Bereich der Eiweißforschung, wobei er bahnbrechende Erkenntnisse in seinem Forschungsgebiet gewinnen konnte.
1939 wurde Kurt Felix als Mitglied in die Deutsche Akademie der Naturforscher Leopoldina aufgenommen.
Kurt Felix war Mitglied der Deutschen Gesellschaft für Innere Medizin und von 1947 bis 1959 Präsident der Gesellschaft für Physiologische Chemie.

## Schriften
- Ein Beitrag zur Synthese der Harnsäure im Organismus der Hühner. 1914
- Physiologische Chemie. Quelle & Meyer, Heidelberg 1951